# Vitor Silva Tavares
Vitor Silva Tavares (Lisboa, 17 de Julho de 1937 - 21 de Setembro de 2015) foi um jornalista, escritor, cinematógrafo (apenas uma vez na sua vida), crítico, tradutor e editor português, fundador da Editora &etc.

## Biografia
Nascido a 17 de Julho de 1937, Vitor Silva Tavares viveu durante grande parte da sua vida no Bairro da Madragoa (Lisboa), na Rua das Madres.
A sua primeira interacção com os jornais foi aos 15 anos, ao obter o primeiro lugar num concurso de escrita para o Jornal do Comercio, tendo escrito sobre a sua observação de um dia de trabalho no Tribunal de Pequenos Delitos de Lisboa. Já como jornalista, o seu primeiro trabalho foi no jornal O Intransigente, em Angola, onde este viveu de 1959 a 1962, teve conflitos com contratadores (traficantes de escravos) e criou um filme.
Ao voltar para Portugal, fez inicialmente crítica de cinema na Flama e no Jornal de Letras e iniciou depois trabalho na editora Ulisseia, onde exerceu de finais de 1964 até 1967 e trabalhou com outros escritores seus contemporâneos, como Alexandre O'Neill e Herberto Hélder, fazendo algumas colaborações após a sua saída desta até 1968.
Iniciou o seu trabalho no Jornal do Fundão em 1967, onde teve um magazine de letras, artes e espectáculos, &etc (que veio, mais tarde, a dar nome à sua editora, Editora &etc), para onde também escrevia José Cardoso Pires, que teve 26 números.
Em 1973, o magazine passou a ser uma revista autónoma, tendo durado 25 números, inicialmente em publicação quinzenal e, posteriormente, mensal, com publicações de forte presença cultural e com numerosos colaboradores, entre eles Nuno Júdice, Herberto Hélder e João César Monteiro.
Já em 1974, nas vésperas do 25 de Abril, Vitor Silva Tavares, em colaboração com figuras próximas, cria a Editora &etc (devido a ter começado como um magazine, sempre que Vitor Silva Tavares se referia à sua editora, dizia “o &etc”), com sede em Lisboa, onde vêm a ser editados e traduzidos numerosos livros, tanto de autores portugueses como de autores estrangeiros. As suas edições têm vários aspectos que tornam esta editora singular e peculiar, como o facto de cada edição ser de artesanal e de pequeno numero, a maioria com apenas com algumas centenas de exemplares, não serem feitas reedições (à excepção do livro O Bispo de Beja, que foi o único livro censurado e queimado em pleno tribunal após o 25 de abril), e também de os seus livros possuírem um formato original, rectangular (15,5x17,5 cm) com uma ilustração quadrada criteriosa e particularmente escolhida.
Ao longo da sua vida, teve diversos e duradouros contactos e amizades com personalidades surrealistas, modernistas, românticas, entre outras, de quem se tornou bastante próximo, como é o caso de Almada Negreiros (que considerava o seu “Mestre”), Mário Cesariny, Luiz Pacheco, José Cardoso Pires e Alberto Pimenta, entre outros. Apesar destas relações e convívios, Vitor Silva Tavares nunca se alinhou a nenhum grupo artístico ou partido político.
A 25 de Abril de 2004, foi agraciado com o grau de Comendador da Ordem da Liberdade.
Continuou a fazer edições para a sua editora e a participar em diversos projectos até à sua morte.
Faleceu a 21 de Setembro de 2015, aos 78 anos, devido a uma infecção cardíaca, altura em que, devido à ausência da sua figura principal, a Editora &etc cessou actividade e passou os direitos de venda e distribuição dos restantes livros editados à Livraria e Editora Letra Livre.

## Obra
- Tavares, Vitor Silva. Púsias. [s.l.]: Edições 50kg, 2015. ISBN 978-989-97891-5-9
- Tavares, Vítor Silva. Dois textos à pressão. [s.l.]: Contraponto, [196-] (Lisboa : Tip. Ideal)). 9, [2] p. a 2 coln.
- Tavares, Vitor Silva. Para já para já. [s.l.]: Jornal do Fundão, imp. 1972. 21, [2] p.
- Tavares, Vitor Silva; Vieira, Manuel Joao; Rocha, Nunes da. Arar. Figueira da Foz: Postas de Pescada, 2017. (8) 16 p.

## Obra sobre o autor
- Tavares, Vitor Silva. Vitor Silva Tavares: Textinhos, Intróitos & ETC. Mariana Pinto dos Santos (ed.) et alii. Lisboa: Pianola Editores, 2017. 493 p

## Ver mais
- Editora &etc